# Anthopterus schultzeae
Anthopterus schultzeae är en ljungväxtart som först beskrevs av Hermann Sleumer, och fick sitt nu gällande namn av J. L. Luteyn. Anthopterus schultzeae ingår i släktet Anthopterus och familjen ljungväxter. Inga underarter finns listade i Catalogue of Life.